# József Ékes
József Ékes (ur. 15 sierpnia 1951 w Ajce) – węgierski polityk i samorządowiec, poseł do Zgromadzenia Narodowego, eurodeputowany V kadencji.

## Życiorys
Z wykształcenia menedżer. Przez ponad 20 lat pracował na różnych stanowiskach w przedsiębiorstwie przemysłu elektrycznego w rodzinnej miejscowości.
W latach 1994–1998 był zastępcą burmistrza Ajki, następnie do 2002 pełnił funkcję burmistrza tej miejscowości. W 1998 i 2002 uzyskiwał mandat posła do Zgromadzenia Narodowego z ramienia Węgierskiego Forum Demokratycznego. Od 2003 był obserwatorem w Parlamencie Europejskim V kadencji, a od maja do lipca 2004 pełnił funkcję europosła. W 2004 odszedł z MDF, dołączył później do Fideszu. Z listy tego ugrupowania zasiadał w krajowym parlamencie przez dwie kolejne kadencje do 2014.